# Born & Raised
Born & Raised è il secondo album di studio della cantante tedesca Joy Denalane, uscito per Nesola Records e Four Music l'11 agosto del 2006 in Germania. Prodotto da No I.D., Jake One, BAB Gardeat e da Max Herre (produttore esecutivo) contiene alcune collaborazioni con artisti americani del calibro dei rappers Lupe Fiasco e Raekwon e del cantante Governor. L'album ha raggiunto il secondo posto nella Media Control album chart, segnando il più grande successo di classifica fino a quel momento per la cantante tedesca. Dall'album furono estratti quattro singoli: Let Go, la cover di Heaven or Hell, di e con Raekwon, Sometimes Love e Change.
Nei primi sei mesi del 2012, l'album ha venduto 382 000 copie negli Stati Uniti.

## Tracce
1. Change (feat. Lupe Fiasco) – 4:18
2. Let Go – 4:32
3. Be Real – 4:16
4. Heaven or Hell (feat. Raekwon) – 4:40
5. One in a Million – 3:46
6. For the Love – 4:07
7. 7 Year Itch – 5:00
8. Caught Up – 3:31
9. Stranger in This Land – 5:38
10. Start Over – 4:02
11. Born & Raised – 4:08
12. Something Stirin' Up (feat. Governor) – 5:50
13. Despite It All – 3:53
14. Soweto '76 - '06 – 4:55
15. Sometimes Love – 3:11

## Collaboratori
- Dan Abitol - violino
- Odile Biard - violino
- Felix Borel - violino
- Ian Cumming - trombone
- Kathrin Distler - violoncello
- Andreas Fischer - viola
- Klaus Graf - sassofono
- Michael Kedaisch - mbira
- Franc Kuruc - chitarra
- Tom Krüger - basso
- Dalma Lima - percussioni
- Klaus Graf - sassofono
- Chiwoniso Maraire - mbira

- Klaus Marquardt - violino
- Claudia Pfister - violino
- Don Phillipe - wurlitzer
- Raphael Sacha - viola
- Christoph Sauer - basso
- Violina Sauleva - viola
- Lillo Scrimali - pianoforte, organo, sintetizzatore
- Tim Ströble - violoncello
- Sebastian Studinitzky - corno
- Myriam Trück - violino
- Matthias Trück - violoncello
- Tommy W. - batteria

### Produzione
- Produttore esecutivo: Max Herre
- Vocal assistance: Minu Constantin, Fola Dada, Denise Hill, Cherie Kedida, Samir, Felix Thomas
- Missaggio: Tom Krüger, Don Phillipe, Tommy W.
- Mastering: Tom Krüger
- Fotografia: Ross Feltus, Daniel Gottschalk, Stephanos Notopoulos
- Design: www.discodoener.de

## Classifiche
| Classifica (2006) | Posizione massima |
| ----------------- | ----------------- |
| Austria           | 42                |
| Francia           | 86                |
| Germania          | 2                 |
| Svizzera          | 5                 |